# Le Faux-cul
Pour plus de détails, voir Fiche technique et Distribution.
Le Faux-cul est un comédie d'espionnage franco-allemand réalisé par Roger Hanin, sorti en 1975.

## Synopsis
Au moment du premier choc pétrolier, le président d'un pays d'Afrique noire, Moré Traory (anagramme de Mory Traoré), est en visite en France pour, officiellement, signer un contrat portant sur la vente d'uranium par son pays à la France. Parmi les services secrets de plusieurs pays (pays arabes, Israël, États-Unis), les intérêts commerciaux et stratégiques opposés conduisent ces pays à protéger le président et l'inciter à signer, ou au contraire à l'empêcher de signer par tous les moyens.
Maxime fait partie des services secrets français et est chargé de protéger le président. Étant fort maladroit, il se fait manipuler par les divers services secrets, y compris français. Le comique vient essentiellement du ridicule de Maxime, des coups fourrés entre divers services secrets, mais aussi du comportement du président qui, fin politique, se plait à se faire passer pour plus bête qu'il n'est.

## Fiche technique
- Réalisation : Roger Hanin
- Scénario :Roger Hanin
- Assistant réalisateur : Jean-Claude Sussfeld
- Photographie : Alain Levent
- Montage : Armand Psenny
- Musique : Richard Eldwyn alias Vladimir Cosma
- Costumes : Evelyne Dassas
- Productrice : Christine Gouze-Rénal
- Sociétés de production : Production Générale de Films, Office de radiodiffusion télévision française, Les Productions Belles Rives, Inter-West-Film, TV-60 Filmproduktion
- Société de distribution : Gaumont Distribution
- Pays de production :  France |  Allemagne de l'Ouest
- Genre : comédie, espionnage
- Durée : 85 minutes (1 h 25)
- Date de sortie : 
  - France : 15 octobre 1975

## Distribution
- Bernard Blier : Maxime ou le Faux Cul
- Mory Traoré : Moré Traory, le président de la république Ouest-africaine
- Hélène Duc : Mamy, la mère de Maxime et agent secret américain
- Gérard Darmon : Blumenfeld, agent secret Israélien
- Edward Meeks : Stafford, agent secret américain
- Roger Hanin : Belkacem, agent secret arabe
- Marcel Dalio : le vieux juif
- Robert Hossein : Kaminsky
- Roger Dumas : le beau-frère
- Georges Géret : le paysan
- Jacques Duby : un croque-mort
- Hans Verner (voix doublée par Bernard Dhéran) : Pallenberg
- Michel de Ré : Croo
- Michel Peyrelon : Dumas
- Michel Beaune : Ferjac
- Moussa Diouf : N'Gourou
- André Falcon : Freaumont
- Marie Grinevald : Dahlia, l'épouse du président Moré Traory
- Sabine Glaser : Magda, agent secret
- Robert Lombard : Prussac